# Kleverige sleutelbloem
De kleverige sleutelbloem  (Primula glutinosa) is een plant uit de sleutelbloemfamilie.
De 2-10 cm grote plant is schijnbaar kaal maar heeft in werkelijkheid talrijke korte, kleverige haartjes aan de bladeren. De circa 6 cm lange bladeren zijn wortelstandig en fijn getand.
De circa 1,5 cm grote bloemen zijn roze, roodviolet tot donkerblauw. De mond is met een donkere rand omringd. De bloeitijd loopt van juni tot augustus.
De plant komt voor bij vochtige rotspartijen, begrenzingen van weiden, op kalkarme bodem, tot een hoogte van 3000 m.
De plant is in Duitsland beschermd.
... · P. auricula (Aurikel) · 
P. beesiana · 
P. bulleyana · 
P. clusiana · 
P. denticulata ·  
P. elatior (Slanke sleutelbloem) · 
P. farinosa · 
P. florindae · 
P. glutinosa (Kleverige sleutelbloem) · 
P. hirsuta · 
P. japonica · 
P. minima (Dwergsleutelbloem) · 
P. nutans · 
P. rosea · 
P. scandinavica · 
P. scotica · 
P. sieboldii · 
P. stricta · 
P. veris (Gulden sleutelbloem) · 
P. vulgaris (Stengelloze sleutelbloem) · ...